# 1964年インスブルックオリンピックのオランダ選手団
1964年インスブルックオリンピックのオランダ選手団（1964ねんインスブルックオリンピックのオランダせんしゅだん）は、1964年1月29日から2月9日までオーストリアのインスブルックで開催された1964年インスブルックオリンピックのオランダ選手団、およびその競技結果。

## 概要
今大会は金メダル1個、銀メダル1個の合計2個のメダルを獲得した。
フィギュアスケートの女子シングルでは、ショーケ・ディクストラが冬季オリンピックオランダ選手として初めてとなる金メダルを獲得した。

## メダル
| メダル | 選手名                 | 競技               | 種目         |
| ------ | ---------------------- | ------------------ | ------------ |
| 金     | ショーケ・ディクストラ | フィギュアスケート | 女子シングル |
| 銀     | ケース・フェルケルク   | スピードスケート   | 男子1500m    |